# Zlatni globus za najbolji animirani film
Zlatni globus za najbolji animirani film (eng. Golden Globe Award for Best Animated Feature Film) dodjeljuje se svake godine od 2007., a dodjeljuje se svake godine u kojoj postoji barem osam dugometražnih animiranih filmova koji zadovoljavaju kriterije za nominaciju. Ako ih je između osam i petnaest, dodjeljuje se u konkurenciji od tri filma, a ako ih je šesnaest ili više, konkurencija broji pet filmova.

## Popis dobitnika
- 2011.: Avanture Tintina
  - Arthur Božić
  - Auti 2
  - Mačak u čizmama
  - Rango

- 2010.: Priča o igračkama 3
  - Kako je Gru ukrao mjesec
  - Kako izdresirati zmaja
  - Iluzionist
  - Vrlo zapetljana priča

- 2009.: Nebesa
  - Coraline
  - Fantastični gospodin Lisac
  - Princeza i žabac
  - Oblačno s ćuftama

- 2008.: WALL-E
  - Grom
  - Kung Fu Panda

- 2007.: Juhu-hu
  - Simpsoni film
  - Pčelin film

- 2006.: Auti
  - Happy Feet: Ples malog pingvina
  - Kuća monstrum

## Poveznice
- Animirani film
- Zlatni globus